# Nicole Rossell
Stephany Nicole Rossell Vargas (Santa Cruz de la Sierra, Bolivia; 12 de febrero de 1993) es una modelo, presentadora de televisión y periodista boliviana.

## Biografía
Nicole Rossell nació el 12 de febrero de 1993 en la ciudad de Santa Cruz de la Sierra. En 1997, a sus 4 años de edad, Nicole se trasladó a vivir a la ciudad de Montero, debido al trabajo de su padre. Fue ahí donde comenzó sus estudios escolares el año 1999, saliendo bachiller del Colegio Salesiana Muyurina el año 2010.
Siendo apenas una adolescente, Nicole ingresó al mundo del modelaje, donde logró obtener el título de Miss Adolescencia, así como también el título de Miss Princess of the World (en República Dominicana). 
En 2014, a sus 21 años de edad, Nicole fue la Reina del Carnaval de Montero de ese año, elegida por la comparsa "Mosqueteros"'

### Red ATB (2014-2016)
El 22 de septiembre de 2014, ingresó a trabajar en la Red ATB donse estuvo como presentadora de televisión por un lapso de tiempo de casi 2 años hasta el 29 de abril de 2016.

### Red Bolivisión (2016-2021)
El 1 de agosto de 2016, Rosell se unió a la Red Bolivisión donde se desempeñó como presentadora de noticias en la ciudad de Santa Cruz junto a los periodistas Carola Castedo, Pamela Muñoz y Fernando Eid. Cabe mencionar que Nicole Rosell estaría en dicha casa televisiva por alrededor de 5 años cuando decide retirarse de Bolivisión el 1 de mayo de 2021. En marzo de 2022 se incorpora como panelista en Laboratorio Futbol de Tigo Sports Bolivia.